# 秦惠公 (春秋)
秦惠公（？—前492年），嬴姓，春秋时期秦国君主。秦夷公之子，在位9年，《史记》误作为10年。

## 生平
前500年，秦哀公去世，其子秦夷公早死，秦夷公之子秦惠公继位。 同年，天空出现彗星。
前492年，秦惠公去世，葬于车里，其子秦悼公继位。